# Maria Pia af Savoyen
 Der er for få eller ingen kildehenvisninger i denne artikel, hvilket er et problem. Du kan hjælpe ved at angive troværdige kilder til de påstande, som fremføres i artiklen.

Maria Pia af Savoyen (16. oktober 1847 – 5. juli 1911) var en italiensk prinsesse, der var dronning af Portugal fra 1862 til 1889 som ægtefælle til kong Ludvig 1. af Portugal.
Hun var datter af kong Victor Emanuel 2. af Italien i hans ægteskab med Adelheid af Østrig. I 1862 blev hun gift med kong Ludvig 1. af Portugal. Hun blev enke i 1889 og fungerede herefter af og til som regent på vegne af sin søn, Karl 1.